# الفلسفة في زمن الإرهاب: حوارات مع يورغن هابرماس وجاك دريدا (كتاب)
الفلسفة في زمن الإرهاب: حوارات مع يورغن هابرماس وجاك دريدا كتاب من تأليف جيوفانا بورادوري ترجمه إلى اللغة العربية خلدون النبواني وتم نشره من قبل المركز العربي للأبحاث ودراسة السياسات عام 2013.

## محتوى الكتاب
يضم الكتاب حوارين شائقين أجرتهما الباحثة الأمريكية صاحبة الأصل الإبطالي جيوفانا بورادوري مع فيلسوفين يتمتعان بشهرة عالمية، وقد جوارتهما الباحثة بعد أحداث الحادي عشر من أيلول 2001 لتسجل بذالك نظرتهما من جهة ومن جهة ثانية لتسجل أخر ما قاله دريدا قبل وفاته عام 2004، حيث أنه من الصعب التفريق بين موقفي الفيلسوفين كما أنه من الصعب الإتفاق بينهما، فدريدا اليهودي الذي عانى من التميز العنصري يبقى قريبا من العرب ومشاكلهم، بينا هابرماس الألماني يبقى مُثقلاً بالمحرقة اليهودية التي تُثقل ضمير الألمان جميعاً، لكنهما متفقين على ضرورة تغير الفانون في أوروبا والترحيب بالغرباء لتبقى أوروبا مركزاً للتنوير.